# Gibbovalva tricuneatella
Gibbovalva tricuneatella là một loài bướm đêm thuộc họ Gracillariidae. Loài này có ở New South Wales, Queensland và the quần đảo Ryukyu.
Ấu trùng ăn Typha angustifolia, Typha domingensis và Typha latifolia. Chúng ăn lá nơi chúng làm tổ.